# Wólka Poturzyńska
Wólka Poturzyńska (prononciation : [ˈvulka pɔtuˈʐɨɲska]) est un village polonais de la gmina de Dołhobyczów dans le powiat de Hrubieszów de la voïvodie de Lublin dans l'est de la Pologne, à la frontière avec l'Ukraine.
Il se situe à environ 5 kilomètres au nord-ouest de Dołhobyczów (siège de la gmina), 24 kilomètres au sud de Hrubieszów (siège du powiat) et 122 kilomètres au sud-est de Lublin (capitale de la voïvodie).
Le village compte approximativement une population de 20 habitants.

## Histoire
De 1975 à 1998, le village est attaché administrativement à la voïvodie de Zamość.

Depuis 1999, il fait partie de la voïvodie de Lublin.